# Dalagölen
Dalagölen är en sjö i Tingsryds kommun i Småland och ingår i Ronnebyåns huvudavrinningsområde. Sjöns area är 0,009 kvadratkilometer och den är belägen 127 meter över havet.